# Le Ciel de Suely
Pour plus de détails, voir Fiche technique et Distribution.
Le Ciel de Suely (en portugais : O Céu de Suely) est un film brésilien réalisé par Karim Aïnouz, sorti en 2006.
Il est présenté dans la sélection Orizzonti à la Mostra de Venise 2006. En novembre 2015, le film est inclus dans la liste établie par l'Association brésilienne des critiques de cinéma (Abraccine) des 100 meilleurs films brésiliens de tous les temps.

## Synopsis
Hermila est né et a grandi dans une petite ville du Nordeste. Pour gagner de l'argent, elle prend une nouvelle identité sous le nom de Suely.

## Fiche technique
- Titre original : O Céu de Suely
- Titre français : Le Ciel de Suely
- Réalisation : Karim Aïnouz
- Scénario : Karim Aïnouz et Felipe Bragança
- Montage : Tina Baz
- Pays d'origine :  Brésil
- Format : couleurs - 35 mm - 1,85:1 - Dolby Digital
- Genre : drame
- Durée : 90 minutes
- Date de sortie :
  - Italie : 3 septembre 2006 (Mostra de Venise)

## Distribution
- Hermila Guedes : Hermila
- Maria Menezes : Maria
- Zezita Matos : Zezita
- João Miguel : João
- Georgina Castro : Georgina
- Claudio Jaborandy : Claudio
- Marcelia Cartaxo : Marcelia

## Distinction

### Nominations
- Grande Prêmio do Cinema Brasileiro 2008 : meilleur film